# Åke Ohlmarks

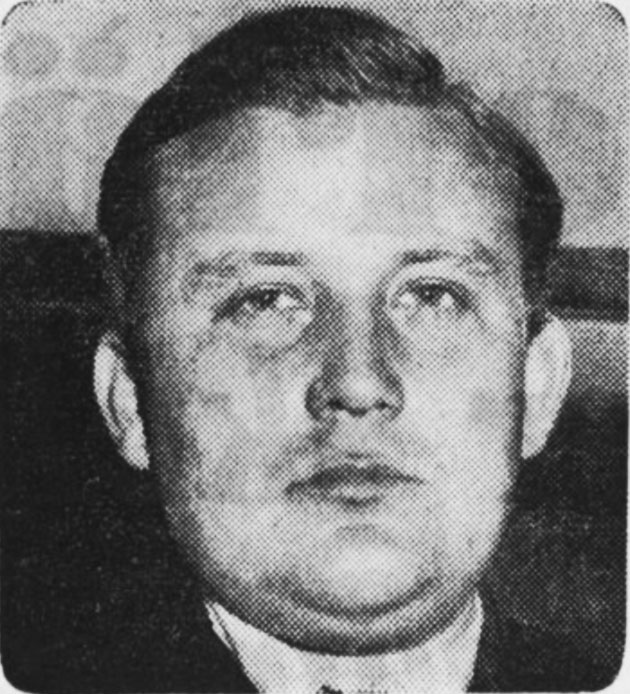
Åke Ohlmarks 1938.

Åke Joel Ohlmarks (* 3. Juni 1911 in Kristianstad; † 6. Juni 1984 in Crist di Niardo, Italien) war ein schwedischer Übersetzer, Autor und Religionshistoriker.
Von 1941 bis 1945 arbeitete er als Lektor an der Universität Greifswald. 1944 gründete Ohlmarks das Religionswissenschaftliche Institut in Greifswald zusammen mit dem Theologen Wilhelm Koepp, der mit den Nazis sympathisierte.
Ein wichtiger Forschungsbeitrag sind seine Studien zum Problem des Schamanismus (Lund 1939).
Er übersetzte die isländischen Eddas ins Schwedische. Als unerreicht gilt seine Übersetzung des dritten Teils der Snorra-Edda.
Er übersetzte auch Shakespeare (vollständig), J. R. R. Tolkien, den Koran, Dante, Nostradamus und mehrere andere Autoren ins Schwedische.